# イギリス柔道協会
イギリス柔道協会（イギリスじゅうどうきょうかい、British Judo Association (BJA)）は、イギリスにおける柔道の国内競技連盟である。2015年の会員数は776,756人である。
BJA は、国際的にイギリスの柔道界を代表し、国際柔道連盟(IJF)、ヨーロッパ柔道連盟(EJU)、欧州連合柔道連合、イギリスオリンピック委員会(BOA)、スポーツ・レクリエーション同盟、英連邦柔道協会のメンバーである。UKスポーツ、スポーツイングランド、スポーツウェールズ、スポーツ北アイルランド、スポーツスコットランド、イギリスオリンピック委員会から認定されている。

## 歴史
小泉軍治が設立した「武道会」が中心となって、1948年7月24日にロンドンのインペリアル・カレッジ・ユニオンでイギリスの柔道道場の代表が会議を行い、イギリス柔道連盟が設立された。

## 支部・提携
BJAはイギリス国内のカントリーに支部（柔道スコットランド、ウェールズ柔道協会、北アイルランド柔道連盟）を設置している。
その他、BJAと独立に発足した2つの柔道組織、イギリス柔道カウンシル(BJC)、アマチュア柔道協会(AJA)と、1990年代後半に提携した。